# SN 1999ed
SN 1999ed – supernowa typu II odkryta 5 października 1999 roku w galaktyce UGC 3555. W momencie odkrycia miała maksymalną jasność 17,80m.